# Hans Egede Kirke
64°10′24.5″N 51°44′13″V / 64.173472°N 51.73694°V
Hans Egede Kirke er en evangelisk-lutheransk kirke i Nuuk, Grønlands hovedstad. Kirken er beliggende på et højdedrag i centrum af byen. Kirken er tegnet af arkitekten Ole Nielsen og blev indviet ved 250-års-jubilæet i 1971 for grundlæggelsen af dansk-norske Hans Egedes mission i byen..
Kirkens orgel er et 10-stemmers Frobenius-orgel fra 1971.

## References
1. ↑  "Hans Egedes Kirke, Nuuk (Godthåb), Grønland". arkark.dk. Arkiveret fra originalen 27. februar 2014. Hentet 14. april 2012.
2. ↑  "Virtual Tourist" (engelsk). Arkiveret fra originalen (HTML) 22. oktober 2012. Hentet 1. april 2011.
3. ↑  "Pipe Organs of Greenland" (engelsk). Arkiveret fra originalen (HTML) 14. december 2012. Hentet 1. april 2011.